# Беховец-2
Беховец-2 (пол. Bechowiec-2) — польский пистолет-пулемёт кустарного производства, использовавшийся силами Движения Сопротивления во Второй мировой войне. Разработан солдатом батальонов хлопских (Крестьянских батальонов) Яном Сватом, по прозвищу «Орёл», на основе британского пистолета-пулемёта STEN, поставлявшегося повстанцам Армии Крайовой.
Всего было создано два образца подобного оружия калибра 9×19 мм. Один из образцов был передан братом Яна Свата органам госбезопасности Польской Народной Республики в 1945 году, но не сохранился.